# Ливингстън (Замбия)
Вижте пояснителната страница за други значения на Ливингстън.
Ливингстън (на английски: Livingstone, местно название Марамба, Maramba) е град в Южна Замбия, кръстен на шотландския изследовател Дейвид Ливингстън. Намира се в Южната провинция на страната, на която е и главен административен център. Разположен край река Замбези, до границата със Зимбабве. Основан е през 1905 г. след построяването на железопътния мост над река Замбези. От 1907 г. до 1935 г. е британска колониална столица, първоначално на Северозападна Родезия и от 1911 г. на Северна Родезия (днес Замбия). В музея наречен на името на Дейвид Ливингстън има експонати, свързани с неговите изследвания на региона през 1850 г. Макар че туризмът е най-големият отрасъл в икономиката, градът има добре развита промишленост, включваща производството на тъкани, хранително-вкусова, дървообработваща и мебелна промишленост. Фермите в региона произвеждат царевица, тютюн, и говеждо месо. Шосеен и жп транспортен възел, международна аерогара на 6,5 км. На 11 км южно от Ливингстън се намира водопадът Виктория. Население около 97 000 жители през 2002.

## Фотогалерия
- Изглед от Ливингстън
- Музеят на Дейвид Ливингстън
- Паметникът на Дейвид Ливингстън
- Църквата в Ливингстън